# Amherst, Ohio
Amherst är en stad i Lorain County i Ohio. Vid 2020 års folkräkning hade Amherst 12 681 invånare.

## Kända personer från Amherst
- Guy Carlton, tyngdlyftare
- Henry J. Reinhard, entomolog